# 1678
Епоха великих географічних відкриттів •  Перша наукова революція • Річ Посполита •  Запорозька Січ •  Руїна

## Геополітична ситуація
Османську імперію очолює Мехмед IV (до 1687). Під владою османського султана перебувають Близький Схід та Єгипет, Середземноморське узбережжя Північної Африки, частина Закавказзя, значні території в Європі: Греція, Болгарія та Сербія. Васалами османів є Волощина та Молдова.
Священна Римська імперія — наймогутніша держава Європи. Її територія охоплює, крім німецьких земель, Угорщину з Хорватією, Богемію, Північну Італію. Її імператор — Леопольд I Габсбург (до 1705).
Габсбург Карл II Зачарований є королем Іспанії (до 1700). Йому належать Іспанські Нідерланди, південь Італії, Нова Іспанія, Нова Гранада та Нова Кастилія в Америці, Філіппіни. Королем Португалії формально є Альфонсу VI при регентстві молодшого брата Педру II. Португалія має володіння в Бразилії, в Африці, в Індії, в Індійському океані й Індонезії.
Північ Нідерландів займає Республіка Об'єднаних провінцій. Вона має колонії в Північній Америці, Індонезії, на Формозі та на Цейлоні. Король Франції — Людовик XIV (до 1715). Франція має колонії в Північній Америці. Король Англії — Карл II Стюарт (до 1685). Англія має колонії в Північній Америці, на Карибах та в Індії. Король Данії та Норвегії — Кристіан V (до 1699), король Швеції — Карл XI (до 1697). На Апеннінському півострові незалежні Венеціанська республіка та Папська область. Король Речі Посполитої Ян III Собеський (до 1696). Царем Московії є Федір Олексійович (до 1682).
Україну розділено по Дніпру між Річчю Посполитою та Московією. Діють три гетьмани: Юрій Хмельницький та Остап Гоголь на Правобережжі, Іван Самойлович на Лівобережжі. На півдні України існує Запорозька Січ. Існують Кримське ханство, Ногайська орда.
В Ірані правлять Сефевіди.
Значними державами Індостану є Імперія Великих Моголів, в якій править Аурангзеб, Біджапурський султанат, султанат Голконда, Імперія Маратха. В Китаї править Династія Цін. У Японії триває період Едо.

## Події

### В Україні
- Османсько-татарське військо захопило й спалило Чигирин (дивіться Чигиринські походи).
- Гетьманом Правобережної України під османським протекторатом став Юрій Хмельницький.
- Розпочався Великий згін — примусове переселення жителів Правобережної України на Лівобережжя.

### У світі
- Французький адмірал Жан д'Естре посадив увесь свій флот на мілину поблизу Кюрасао.
- Німвегенські мирні договори завершили франко-голландську війну 1672—1678 років. Франція отримала Франш-Конте.
- В Англії Тітус Отс почав пропагувати ідею змови папістів із наміром убити короля Якова II.
- 3 грудня в Англії прийнято Акт про присягу, який забороняв католикам обіймати державні посади, зокрема засідати в парламенті.
- Сформувалися партії торі та вігів.
- Французький буканьєр Мішель Граммон з шістьма кораблями здійснив рейд у Венесуелу.
- Луї Еннепен описав Ніагарський водоспад.
- Скориставшись смертю Джасванта Сінґха, Аурангзеб захопив Марвар.
- 23 березня, на півдні Китаю, У Саньґуй проголосив себе імператором, але 2 жовтня помер. Повстання заглухло.

### Наука і культура
- Елена Лукреція Корнаро Піскопія стала першою жінкою, що здобула докторський ступінь.
- Роберт Гук опублікував закон пропорційності напруження деформації.
- Едмонд Галлей опублікував каталог 341 зірки південного неба.
- Опубліковано роман «Принцеса Клевська» мадам де Лафаєтт.

## Народились
див. також Категорія:Народились 1678
- 4 березня — Антоніо Вівальді, італійський скрипаль-віртуоз, композитор
- 26 липня — Йосиф I, імператор Священної Римської імперії (1705—1711), Римський король (1690—1711), король Угорщини(1687-1711).

## Померли
див. також Категорія:Померли 1678